# Castejón de Henares
Castejón de Henares é um município da Espanha na província de Guadalajara, comunidade autónoma de Castilla-La Mancha, de área 15,90 km² com população de 106 habitantes (2004) e densidade populacional de 6,67 hab/km².

## Demografia
| Variação demográfica do município entre 1991 e 2004 | Variação demográfica do município entre 1991 e 2004 | Variação demográfica do município entre 1991 e 2004 | Variação demográfica do município entre 1991 e 2004 |
| --------------------------------------------------- | --------------------------------------------------- | --------------------------------------------------- | --------------------------------------------------- |
| 1991                                                | 1996                                                | 2001                                                | 2004                                                |
| 124                                                 | 129                                                 | 103                                                 | 106                                                 |